# Platamonas
Platamonas (grč. Πλαταμώνας) je gradić (letovalište) na jugu Pijerije, u bilizini planine Olimp i ima oko 2.000 stanovnika. Udaljen je 54 km od grada Larise i 38 km od grada Katerini, sa kojima je povezan autobuskim i voznim linijama.

## Poreklo imena
Ime grada potiče najverovatnije po drvetu platanu, koga ima u izobilju u okolini ili po drugom predanju po reči Platamona (široka stena koja izranja iz mora).

## Istorija
Antički grad Herakleion nalazio se u blizini današnjeg Platamonasa. Ipak najpoznatije obeležje Platamonasa je vizantijski zamak iz 12. veka, streteški pozicioniran na putu iz Tesalije ka Makedoniji na ulazu u klisuru Tempi.

## Geografija
Platamon se nalazi na Egejskom moru, 25 km severoistočno od planine Olimp. Plaža Platamonasa nastavlja se na pažu Novog Porija južno, i Novog Pantelejmona severno. Mesto je poznato po brojnim izvorima, sa kojih dolazi planinska voda sa Olimpa, koja je zdrava za piće.

## Turizam
Lep gradić, pun zelenila, smešten uz lepu dugačku plažu smatra se jednom od značajnijih turističkih destinacija u ovoj oblasti. Duž dugačkog šetališta postoji gradska plaža, a posle luke, malo izvan centra je i velika plaža po svačijem ukusu.